# Blepharita nera
Blepharita nera är en fjärilsart som beskrevs av Karl Schawerda 1928. Blepharita nera ingår i släktet Blepharita och familjen nattflyn. Inga underarter finns listade i Catalogue of Life.